# مدار ۷۴ درجه شمالی
مدار ۷۴ درجه شمالی، دایره‌ای از عرض جغرافیایی است که در ۷۴ درجهٔ شمالی خط استوا  قرار دارد.

## گذر از مناطق
از نصف‌النهار مبدأ شروع می‌شود و به سمت مشرق ۷۴ درجه شمالی از موارد زیر گذر می‌کند:
| مختصات‌ها                                             | کشور، قلمرو یا دریا     | توضیحات                                         |
| ---------------------------------------------------- | ----------------------- | ----------------------------------------------- |
| ۷۴°۰′ شمالی ۰°۰′ شرقی / ۷۴٫۰۰۰°شمالی ۰٫۰۰۰°شرقی      | اقیانوس اطلس            | دریای گرینلند دریای نروژ                        |
| ۷۴°۰′ شمالی ۱۹°۴۸′ شرقی / ۷۴٫۰۰۰°شمالی ۱۹٫۸۰۰°شرقی   | دریای بارنتز            |                                                 |
| ۷۴°۰′ شمالی ۵۴°۳۵′ شرقی / ۷۴٫۰۰۰°شمالی ۵۴٫۵۸۳°شرقی   | روسیه                   | نوایا زملیا - Severny Island                    |
| ۷۴°۰′ شمالی ۵۸°۱۷′ شرقی / ۷۴٫۰۰۰°شمالی ۵۸٫۲۸۳°شرقی   | دریای کارا              |                                                 |
| ۷۴°۰′ شمالی ۸۳°۵۲′ شرقی / ۷۴٫۰۰۰°شمالی ۸۳٫۸۶۷°شرقی   | روسیه                   | Rastorguyev Island                              |
| ۷۴°۰′ شمالی ۸۴°۱۸′ شرقی / ۷۴٫۰۰۰°شمالی ۸۴٫۳۰۰°شرقی   | دریای کارا              | Pyasino Gulf                                    |
| ۷۴°۰′ شمالی ۸۶°۴۹′ شرقی / ۷۴٫۰۰۰°شمالی ۸۶٫۸۱۷°شرقی   | روسیه                   | شبه‌جزیره تایمیر, passing through Lake Taymyr    |
| ۷۴°۰′ شمالی ۱۱۱°۳۱′ شرقی / ۷۴٫۰۰۰°شمالی ۱۱۱٫۵۱۷°شرقی | دریای لاپتف             | گذر کردن از جنوب Bolshoy Begichev Island, روسیه |
| ۷۴°۰′ شمالی ۱۳۵°۵۵′ شرقی / ۷۴٫۰۰۰°شمالی ۱۳۵٫۹۱۷°شرقی | روسیه                   | جزایر سیبری نو - Stolbovoy Island               |
| ۷۴°۰′ شمالی ۱۳۶°۱۳′ شرقی / ۷۴٫۰۰۰°شمالی ۱۳۶٫۲۱۷°شرقی | دریای لاپتف             |                                                 |
| ۷۴°۰′ شمالی ۱۴۰°۱۹′ شرقی / ۷۴٫۰۰۰°شمالی ۱۴۰٫۳۱۷°شرقی | روسیه                   | جزایر سیبری نو - Little Lyakhovsky Island       |
| ۷۴°۰′ شمالی ۱۴۱°۲′ شرقی / ۷۴٫۰۰۰°شمالی ۱۴۱٫۰۳۳°شرقی  | دریای سیبری شرقی        |                                                 |
| ۷۴°۰′ شمالی ۱۶۹°۴۳′ شرقی / ۷۴٫۰۰۰°شمالی ۱۶۹٫۷۱۷°شرقی | اقیانوس منجمد شمالی     |                                                 |
| ۷۴°۰′ شمالی ۱۳۸°۴۲′ غربی / ۷۴٫۰۰۰°شمالی ۱۳۸٫۷۰۰°غربی | دریای بوفورت            |                                                 |
| ۷۴°۰′ شمالی ۱۲۴°۱۸′ غربی / ۷۴٫۰۰۰°شمالی ۱۲۴٫۳۰۰°غربی | کانادا                  | نورت‌وست تریتوریز - جزیره بنکس                   |
| ۷۴°۰′ شمالی ۱۱۶°۳۶′ غربی / ۷۴٫۰۰۰°شمالی ۱۱۶٫۶۰۰°غربی | Viscount Melville Sound |                                                 |
| ۷۴°۰′ شمالی ۹۸°۵۵′ غربی / ۷۴٫۰۰۰°شمالی ۹۸٫۹۱۷°غربی   | کانادا                  | نوناووت - Russell Island                        |
| ۷۴°۰′ شمالی ۹۷°۴۴′ غربی / ۷۴٫۰۰۰°شمالی ۹۷٫۷۳۳°غربی   | Parry Channel           |                                                 |
| ۷۴°۰′ شمالی ۹۵°۱۱′ غربی / ۷۴٫۰۰۰°شمالی ۹۵٫۱۸۳°غربی   | کانادا                  | نوناووت - Somerset Island                       |
| ۷۴°۰′ شمالی ۹۱°۱′ غربی / ۷۴٫۰۰۰°شمالی ۹۱٫۰۱۷°غربی    | Parry Channel           |                                                 |
| ۷۴°۰′ شمالی ۹۰°۳′ غربی / ۷۴٫۰۰۰°شمالی ۹۰٫۰۵۰°غربی    | کانادا                  | نوناووت - Prince Leopold Island                 |
| ۷۴°۰′ شمالی ۸۹°۵۷′ غربی / ۷۴٫۰۰۰°شمالی ۸۹٫۹۵۰°غربی   | Lancaster Sound         |                                                 |
| ۷۴°۰′ شمالی ۷۹°۰′ غربی / ۷۴٫۰۰۰°شمالی ۷۹٫۰۰۰°غربی    | خلیج بافین              |                                                 |
| ۷۴°۰′ شمالی ۵۶°۴′ غربی / ۷۴٫۰۰۰°شمالی ۵۶٫۰۶۷°غربی    | گرینلند                 |                                                 |
| ۷۴°۰′ شمالی ۲۱°۶′ غربی / ۷۴٫۰۰۰°شمالی ۲۱٫۱۰۰°غربی    | اقیانوس اطلس            | دریای گرینلند                                   |